# جاستن بيلي
جاستن بيلي (بالإنجليزية: Justin Bailey)‏ هو لاعب هوكي الجليد أمريكي، ولد في 1 يوليو 1995 في ويليامسفيل في الولايات المتحدة.

## وصلات خارجية
- جاستن بيلي على موقع دوري الهوكي الوطني (الإنجليزية)
- جاستن بيلي على موقع EliteProspects.com (الإنجليزية)
- جاستن بيلي على موقع HockeyDB.com (الإنجليزية)
- جاستن بيلي على موقع Hockey-Reference.com (الإنجليزية)